# Elachista densa
Elachista densa is een vlinder uit de familie grasmineermotten (Elachistidae). De wetenschappelijke naam van deze soort is voor het eerst geldig gepubliceerd in 1981 door Parenti.
De soort komt voor in tropisch Afrika.